# 78 ق هـ
78 ق هـ هي السنة الثامنة والسبعون السابقة للهجرة النبوية، وهي توافق ما بين سنتي 545 و546 حسب التقويم الميلادي، أي أنها بدأت في سنة 545م وانتهت في سنة 546م.